# Alda Heaton Wilson
Pour les articles homonymes, voir Wilson.
Alda Heaton Wilson (20 septembre 1873 - 25 juillet 1960) est une architecte et ingénieure civile américaine. Avec sa sœur, Elmina, elles sont les premières femmes à pratiquer l'ingénierie aux États-Unis.

## Jeunesse et formation
Alda Heaton Wilson naît le 20 septembre 1873 à Harper (Iowa). Elle est la plus jeune des six enfants d'Olive Eaton et John C. Wilson. En 1894, elle obtient son bachelor en ingénierie civile de l'Université d'État de l'Iowa. La même année, sa sœur Elmina sort diplômée de la même filière avec un master. Les deux sœurs sont membres de la sororité Pi Beta Phi et de ferventes défenseurs de l'éducation et du suffrage des femmes.

## Carrière

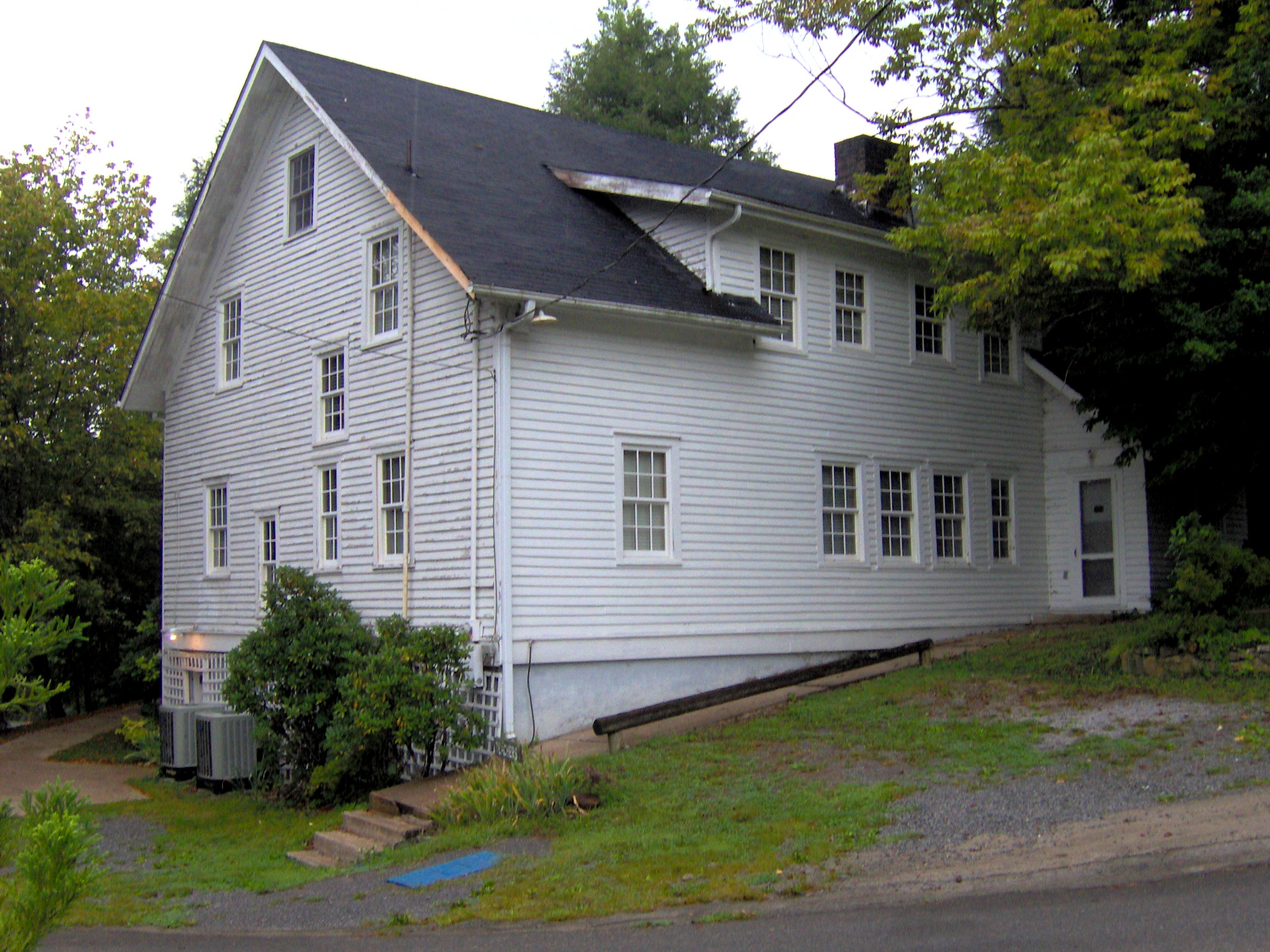
Teacher's Cottage de l'Arrowmont School of Arts and Crafts.

Entre 1895 et 1897, Alda Heaton Wilson travaille pour plusieurs cabinets d'architectes de Chicago. Elle complète ses études en architecture au Massachusetts Institute of Technology en 1897 et 1898 et retourne travailler à Chicago, dans diverses entreprises de design, puis à Kansas City et à Ames. Elle travaille notamment pour le cabinet d'architecte Patton & Miller, connu pour la construction de bibliothèques Carnegie à travers les États-Unis. En 1903, Alda et Elmina Heaton Wilson prennent une année sabbatique pour étudier les œuvres architecturales et les ouvrages d'ingénieries civils majeurs en Europe. À leur retour aux États-Unis, Alda travaille comme architecte indépendant pour plusieurs entreprises de premier plan à New York. Puis, en 1908, les sœurs retournent en Europe, passant six mois à étudier l'architecture en Espagne et en France. En 1913, elles prévoient un autre voyage, pour étudier pendant huit mois en Allemagne, en Italie et en Sicile. En 1915, elles travaillent conjointement sur des dessins d'architecture et d'ingénierie pour le Teachers Cottage de la Arrowmont School of Arts and Crafts à Gatlinburg.

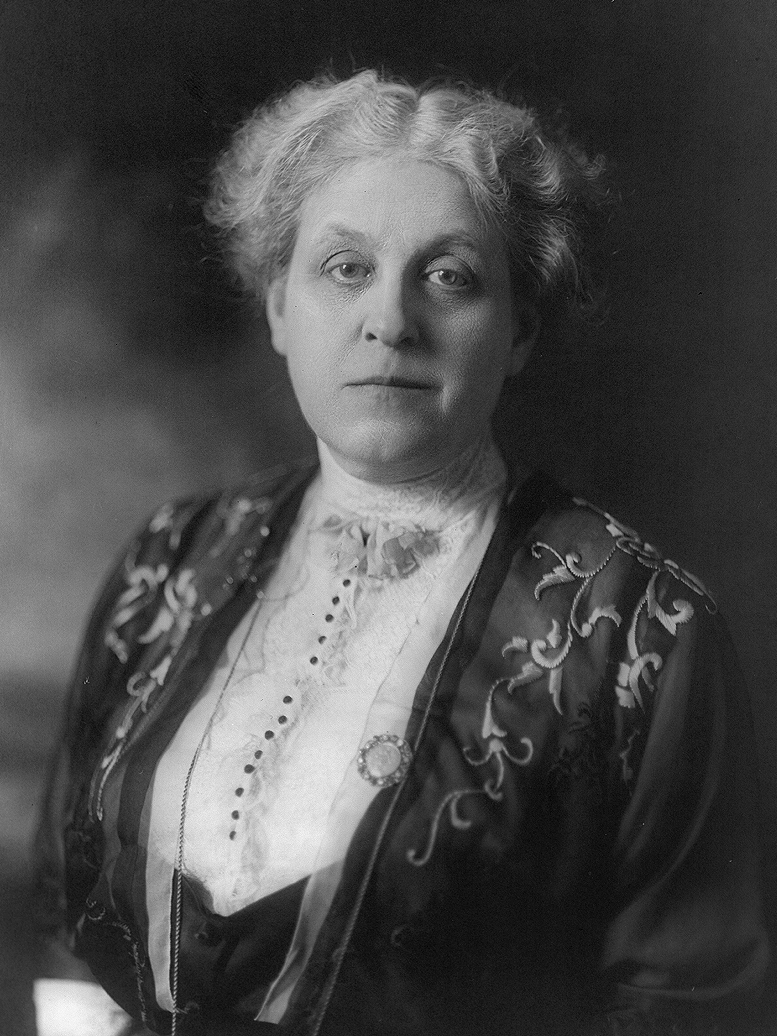
Carrie Chapman Catt en 1914.

Elles sont également impliquées dans le Manhattan Woman's Suffrage Club, dont Elmina a été présidente, entrant en contact avec des dirigeantes féministes nationales comme Susan B. Anthony, Carrie Chapman Catt et Eleanor Roosevelt. En raison de leurs liens dans l'Iowa et de leur participation à la lutte pour le suffrage féminin, les sœurs Wilson deviennent des amies personnelles de Carrie Chapman Catt.
En 1918, Elmira meurt et Alda Heaton Wilson retourne en Iowa, où elle devient responsable du bureau d'études féminin de la Commission des autoroutes de l'Iowa. Le département est créé à la suite de la pénurie de main d'œuvre masculine provoquée par la Première Guerre mondiale.
Alda Heaton Wilson quitte la Commission en 1921 et passe de plus en plus de temps à voyager avec Carrie Chapman Catt. En 1928, après la mort de la compagne de cette dernière, Mary « Molly » Garrett Hay, elle emménage à ses côtés. Elle devient sa secrétaire, colocataire et compagne, jusqu'à sa mort en 1927,.
Elle meurt le 25 juillet 1960 à Chicago.